# Ramon Anglerill i Vilar
Mossèn Ramon Maria Anglerill i Vilar, més conegut com a Mn. Ramon Anglerill (Olvan, Berguedà, 10 de gener de 1938 - 28 de setembre de 2019) va ser un prevere català.
Ramon Maria Anglerill va néixer a la casa de Ferreres d'Olvan l'any 1938. Fou ordenat prevere l'any 1962. I fou rector de Saldes i de la parròquia de Gósol des de l'any 1970, era conegut també per ser el millor amic de mossèn Ballarín i la figura que va inspirar el "mossèn Tronxo", que Ballarín descriu en la seva gran obra. La novel·la Mossèn Tronxo de Ballarín relata la vida diària d'un capellà de poble. És un homenatge al capellà de poble, de rostoll, inspirat en Anglerill. Distanciat de les teològiques i les clericalles, el rector de pagès, que viu el dia a dia entre la gent, lluny de sermons i prop de la natura i de la vida quotidiana. Anglerill sempre va mantenir un lligam especial amb Gósol i va esdevenir una de les figures més singulars i emblemàtiques del poble pel seu tracte amb la gent i la seva proximitat amb el dia a dia al poble.
L'any 2012 la població de Gosol, a l'Alt Berguedà, va honorar-lo amb una gran celebració per commemorar el seus anys d'ordenació sacerdotal, a causa de la gran estimació que li professava el poble.
Va morir la matinada del 28 de setembre de 2019 a causa d'un ictus, al qual no va poder sobreviure.